# Parlement britannique de 1707
 (janvier 2025).

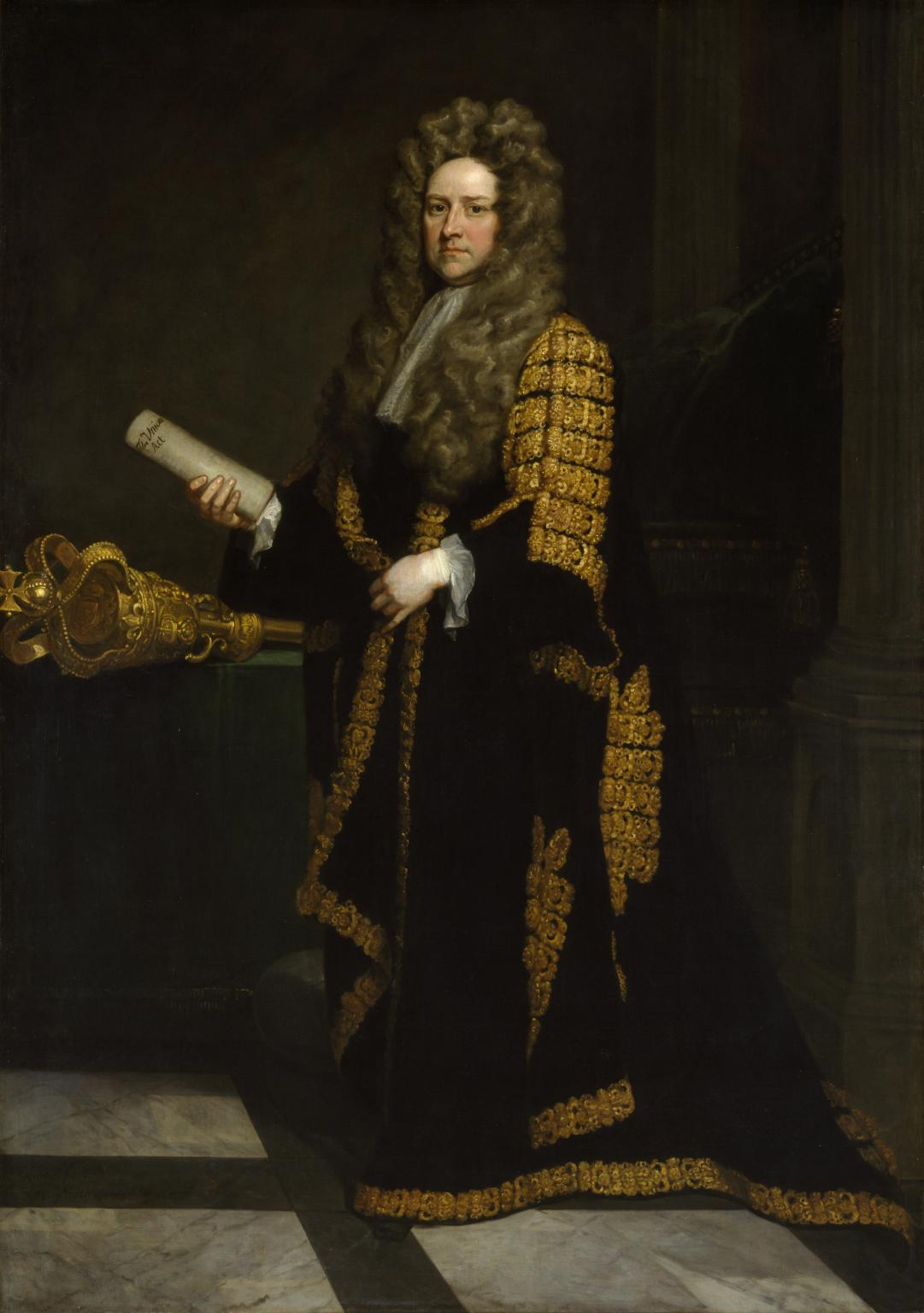
John Smith, speaker à la Chambre des Communes

Le parlement britannique de 1707, premier parlement du royaume de Grande-Bretagne (1707-1801) fondé à la suite des actes d'Union créant l'union entre les royaumes d'Angleterre et d'Écosse, est issu de la fusion du parlement d'Angleterre (486 députés anglais et 27 gallois, soit 513 députés) et du parlement d’Écosse (45 députés). Les 558 députés sont les mêmes, sauf qu'ils sont réunis.
Il se réunit pour la première fois le 23 octobre 1707 à Westminster, et siège jusqu'aux élections générales britanniques de 1708. 